# Меро (жетон)
Меро (ранее мерель), фр. méreau, устаревшие варианты написания: merel, merelles, marelles, mereaulx — своеобразный жетон-пропуск, чаще всего металлический, реже — из кожи и пергамента, использовавшийся во Франции позднего Средневековья и эпохи Реформации.
Название происходит от лат. merere, «быть достойным». Появились в церковном обиходе как квитанции священникам на право получения определённого количества хлеба, часть которого они впоследствии могли раздать бедным. В XV в. появились меро весьма крупного достоинства: 5, 20, 30 и 45 денье, которые священники могли обменять на наличные деньги. По своей функции меро напоминают нотгельд.
Постепенно меро вошли в обиход в средневековых цехах и корпорациях и сохранялись в этом качестве до конца XVIII века, то есть до полного упадка цеховой системы.
Среди кальвинистов использовались меро, дававшие право на причастие членам общины, прошедшим катехизацию. Меро возвращались священнику в обмен на получение причастия. Поскольку в XVII веке, после отмены Нантского эдикта, преследование гугенотов возобновилось, меро использовались как «пропуска» в общины кальвинистов приезжим из других регионов.
Коллекционирование меро называется «мереллофилия».